# Amorçage (psychologie)
Pour les articles homonymes, voir Amorçage.

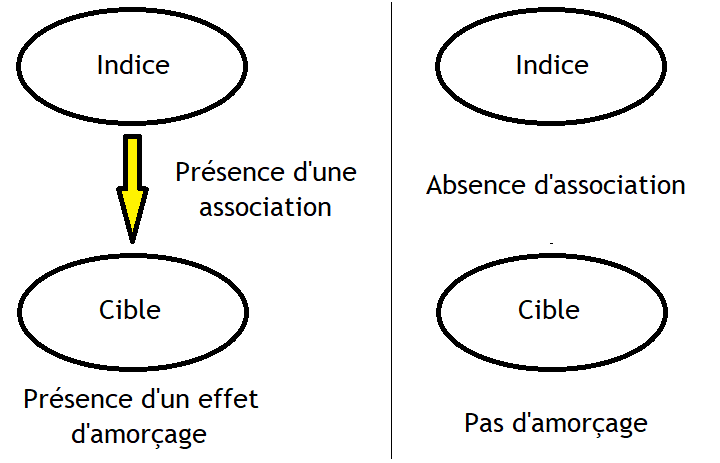
Lien entre amorce et cible

En psychologie cognitive, l’amorçage consiste, lors d'une expérience, à faire précéder un stimulus (la cible) par un autre (l'amorce) avec un court laps de temps. Le rôle de l'amorce est d'influencer la façon dont le second, la cible, sera traité. Ce phénomène s'opère sans intention consciente. Lorsque l’amorce influence effectivement le traitement de la cible, il y a un effet d'amorçage. Une cible peut ainsi être reconnue plus rapidement lorsqu’un sujet a été exposé à une amorce. Cet effet d'amorçage dépend du lien positif ou négatif entre l'amorce et le stimulus cible. Si une personne a vu une image au préalable, elle sera en mesure de la reconnaître plus rapidement lors d'une deuxième vue. En effet, elle a été amorcée positivement la première fois qu'elle a été en contact avec l’image.
En psychologie sociale, l'amorçage est une technique d'engagement notamment dans le cadre de la théorie de l'engagement. Un individu accepte dans un premier temps de réaliser un comportement qui lui semble avantageux. Toutefois, il n’a pas toutes les informations sur cet acte (des inconvénients lui étant cachés, omis, ou des avantages fictifs ajoutés). Lorsque la vérité à propos du comportement lui est dévoilée, le sujet persiste dans sa réalisation même si celui-ci est moins avantageux.

## Types
On peut distinguer différents types d'amorçage en fonction du type de stimulus (image, mot écrit, etc.), de la modalité sensorielle (visuelle, auditive), de la tâche visée (reconnaissance lexicale, complétion de mot) et de la relation entre la cible et l'amorce (identité, proximité phonologique ou sémantique). Ces différents types d'amorçage peuvent avoir des effets antagonistes sur la vitesse de traitement. L'amorçage positif accélère le traitement alors que l'amorçage négatif le ralentit.
Il existe ainsi des amorçages perceptif, associatif, répétitif, positif, négatif, affectif, sémantique ou conceptuel. On constate que l'efficacité de l'amorçage est plus grande lorsque l'amorce et la cible proviennent de la même modalité par exemple visuelle. Toutefois, l'amorçage peut se faire même entre les modalités ou entre des mots liés sémantiquement comme le mot "médecin" et "infirmière".
L'intervalle de temps entre l'amorce et la cible dans une procédure d'amorçage est appelé Cue-Target Onset asynchrony (CTOA), Cue-Target Interval (CTI) ou Inter-Stimulus-Interval (ISI) selon les scientifiques et les articles.

### Amorçage positif et négatif
L'amorçage positif accélère le traitement tandis que l'amorçage négatif réduit la vitesse de traitement de celle de base sans amorce. L'effet d'amorçage peut être perçu par des potentiels évoqués enregistrés par l'électroencéphalographie (EEG).
Les scientifiques pensent que l'amorçage positif est dû à une propagation d'activation. En effet, l'amorce active des parties d'une représentation particulière en mémoire juste avant d'effectuer une tâche. Ainsi, lorsque la cible est rencontrée, une plus faible activation est nécessaire pour en devenir conscient.
Quant à l'amorçage négatif, les recherches sont toujours en cours. Pour que cet amorçage soit visible, il est nécessaire qu'un conflit entre la cible et le distracteur soit présent. Il y a donc une compétition entre deux réponses.

### Amorçage perceptif et conceptuel
L'amorçage perceptif se base sur les relations perceptives entre le stimulus servant d'amorce et le stimulus cible. Il est sensible à la modalité du stimulus. Un exemple serait l'identification de mots incomplets
L'amorçage conceptuel, lui, implique des représentations sémantiques ou associatives des stimuli. Le mot orange est reconnu plus rapidement lorsqu'il est précédé par le mot banane étant donné qu'ils se trouvent dans la même catégorie.

### Amorçage de répétition
L'amorçage de répétition est une forme d'amorçage positif. En effet, dans cette amorçage, l'amorce et la cible sont le même mot. Les expériences avec le même mot seront donc plus rapidement traitées par le cerveau. Cet effet a été montré dans une étude avec des expressions faciales émotionnelles.

## Neurosciences cognitives
Dans l'étude de l'attention, on peut séparer l'amorçage en amorçage endogène et exogène. L'amorçage endogène provient de l'intérieur. La personne qui décide d'elle-même l'endroit où elle place son attention. Ce processus est donc contrôlé de manière volontaire. Quant à l'amorçage exogène, il provient de l'extérieur. Un événement externe attire l'attention de la personne de manière réflexe et automatique.

### Amorçage endogène

#### Expérience
L'amorçage endogène prend racine dans le paradigme de Posner. Il est utilisé dans de nombreuses expériences sur l'attention sélective. Dans l'expérience de Posner, les participants doivent fixer une croix de fixation. Une flèche représentant l'amorce leur indique à quelle moitié de champ visuel (hémichamp) ils doivent faire attention. La cible apparaît après 800 millisecondes. Elle se trouve soit dans l'hémichamp auquel le participant devait faire attention (essai valide) soit dans l'hémichamp contraire (essai invalide). Sur d'autres essais, la flèche est double et indique au participant qu'il est tout aussi probable de voir la cible à droite ou à gauche (essai neutre). Les essais neutres apparaissent à 50% tout comme la somme des essais valides et invalides à 50%. Parmi les 50% des essais valides et invalides, Posner et al. (1980) a mis une proportion de 80% d'essais valides et de 20% d'essais invalides. Cette répartition est inévitable pour que le participant écoute la consigne et ne décide pas de changer l'amorçage. On compare la réponse à la cible en fonction de la condition de l'amorce. Ainsi, l'étude montre que, dans les essais valides, le temps de réaction est significativement plus faible que dans la condition neutre. Celle-ci a aussi un temps de réaction plus faible que la condition invalide. Ces résultats montrent ainsi un effet de l'amorçage endogène en faveur des essais valides.

#### Caractéristiques
Les amorces utilisées sont des symboles comme des flèches au centre de l'écran. La durée entre l'amorce et la cible est longue, ce qui représente environ 800 millisecondes. La distribution entre les essais valides et invalides est inégale.

#### Expérience
L'amorçage exogène peut être expliqué en se basant sur l'étude de Posner. Dans une étude de Jonides et Irwin (1981), les participants fixent l'écran. Un stimulus non pertinent pour la tâche (un flash) apparaît à droite, à gauche ou des deux côtés de l'écran. Après un délai de 50 à 200 millisecondes, la cible s'affiche. La répartition des essais valides et invalides est égales à 50% étant donné que l'amorçage exogène ne perdure pas dans le temps et n'est pas affecté par le désengagement du participant. On constate les mêmes résultats que pour l'amorçage endogène durant un temps court entre l'amorce et la cible (50-200 ms). Au-delà de 300 ms, les effets comportementaux s'inversent. Le participant replace son attention au centre et il prend plus de temps pour l'endroit amorcé (essai valide) par rapport à l'endroit non amorcé (essai invalide). Ce phénomène s'appelle l'inhibition de retour.

#### Caractéristiques
Les amorces sont des stimuli saillants montrés à l'endroit où le participant fait attention. La durée entre l'amorce et la cible est courte (50-200 ms). La distribution des essais valides et invalides est la même.